# انیس واردا
انیس واردا (به فرانسوی: Agnès Varda) (۳۰ مه ۱۹۲۸ – ۲۹ مارس ۲۰۱۹) کارگردان بلژیکی‌زادهٔ فرانسوی بود. او از کارگردانان اصلی موج نوی سینمای فرانسه و یکی از بازماندگان این مکتب به‌شمار می‌آمد. آثار او از جمله فیلم‌ها و عکس‌هایش با شیوهٔ تجربی متمایز، عمدتاً بر مستندهای واقع‌گرا، مسائل فمینیستی و موضوعات اجتماعی متمرکز هستند.
مورخان سینما از کارهای واردا به‌عنوان مرکز توسعهٔ موج نوی سینمای فرانسه یاد می‌کنند. برخی از کارهای او همچون فیلم‌برداری در محل و استفاده از بازیگران غیرحرفه‌ای در فضای سینمای فرانسه دههٔ ۱۹۵۰ نامتعارف به‌حساب می‌آمد.

## زندگی و حرفه
واردا در بروکسل بلژیک، از پدری یونانی و مادری فرانسوی زاده شد. خانوادهٔ پدری او از پناهندگان یونانی آسیای صغیر بودند.
مهم‌ترین فیلم‌های او قله‌های کوتاه (۱۹۵۶)، کلئو از ۵ تا ۷ (۱۹۶۲) و شادی (۱۹۶۵) نام دارند. او همچنین فیلم‌های مستند بسیاری را کارگردانی کرده‌است. معروف‌ترین ساخته مستند او سواحل آنیس نام دارد. واردا به‌خاطر ساخت این فیلم، برنده جایزه بهترین فیلم مستند بلند سی و چهارمین دوره جوایز سینمایی سزار شد.

## جوایز و افتخارات
- ۲۰۱۷:‌ جایزه اسکار افتخاری از آکادمی علوم و هنرهای سینما
- ۲۰۱۷: نام واردا در فهرست «فراموش‌ناشدنی‌ها» ی سینما-چشم آمده‌است.
- ۲۰۱۵: نخل طلایی افتخاری جشنواره فیلم کن
- ۲۰۰۹: جایزه بهترین فیلم مستند بلند - سی و چهارمین دوره جوایز سینمایی سزار
- ۲۰۰۶: جایزه افتخاری جوزف پلاتو برای یک عمر فعالیت سینمایی - سی و سومین دوره جشنواره فیلم فلندرز بلژیک
- ۲۰۰۱: جایزه بهترین فیلم جشنواره فیلم پراگ برای فیلم خوشه‌چینان و مناثرِ دست واردا در کن

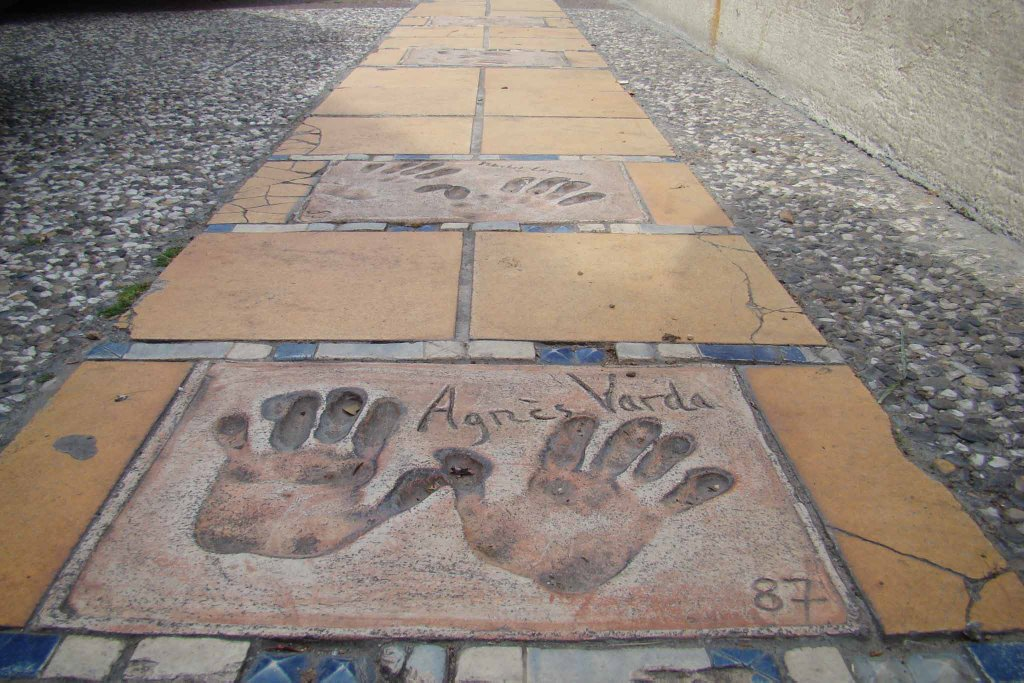
اثرِ دست واردا در کن

- ۲۰۰۱: جایزه هوگوی طلایی جشنواره فیلم شیکاگو برای فیلم خوشه‌چینان و من
- ۲۰۰۰: جایزه بهترین فیلم مستند - جوایز فیلم اروپایی برای فیلم خوشه‌چینان و من
- ۱۹۸۵: جوایز شیر طلایی و فیپرشی جشنواره فیلم ونیز برای فیلم خانه‌به‌دوش
- ۱۹۶۵: جایزه خرس نقره‌ای جشنواره فیلم برلین برای فیلم شادی
- ۱۹۶۱: نامزد جایزه نخل طلایی جشنواره فیلم کن برای فیلم کلئو از ۵ تا ۷

## فیلم‌شناسی

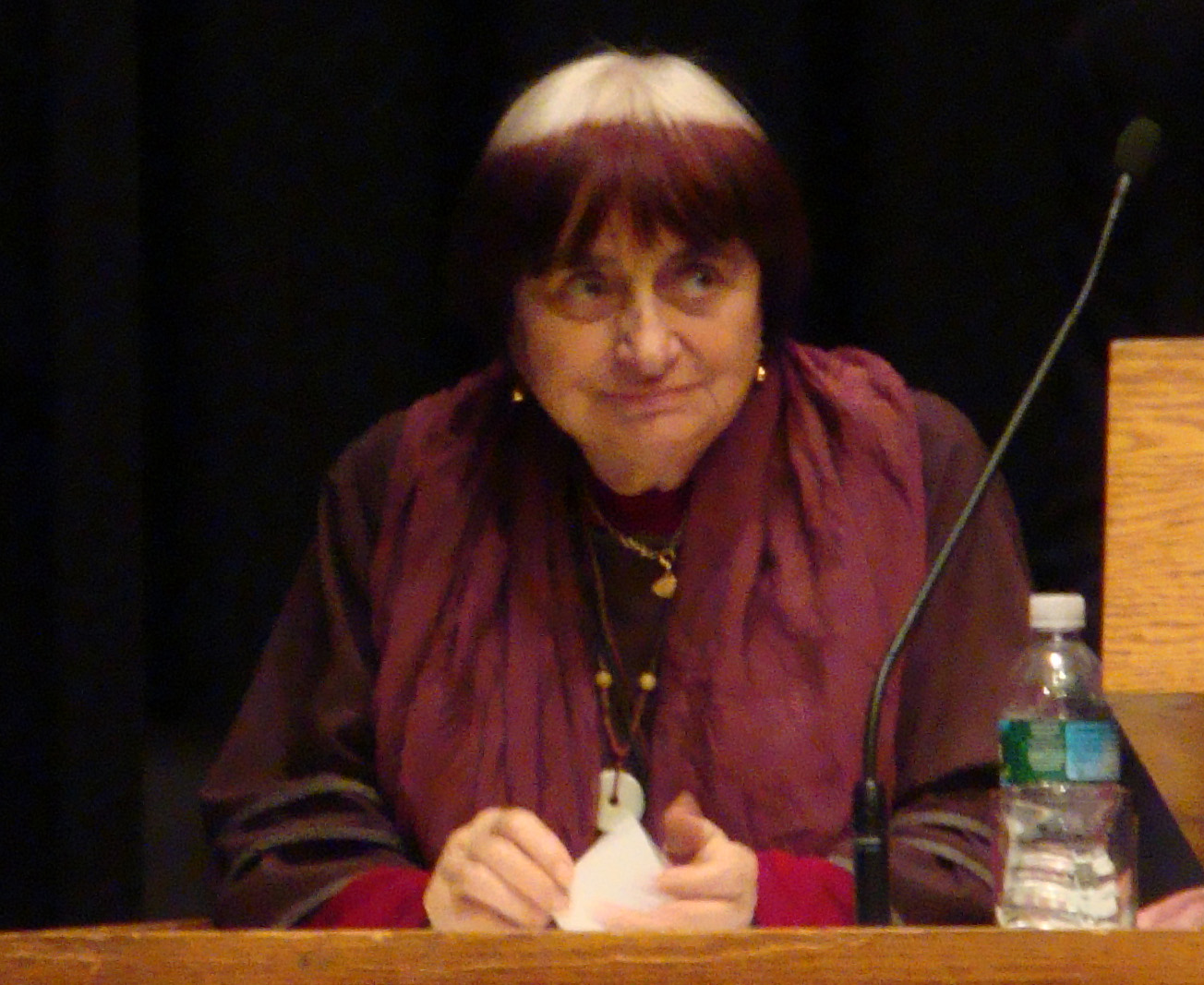
سخنرانی انیس واردا در مجموعهٔ نگاهی به گذشته در آرشیو فیلم هاروارد

برخی از مهم‌ترین آثار واردا عبارتند از:
- قله‌های کوتاه (۱۹۵۶)
- کلئو از ۵ تا ۷ (۱۹۶۲)
- شادی (۱۹۶۵)
- یکی آواز می‌خواند یکی نه (۱۹۷۷)
- خانه‌به‌دوش (۱۹۸۵)
- ژاکوی نانتی (۱۹۹۱)
- صد و یک شب (۱۹۹۵)
- خوشه‌چین‌ها و من (۲۰۰۰)
- سینه‌واردافوتو (۲۰۰۴)
- سواحل آنیس (۲۰۰۸)
- چهره‌ها، روستاها (۲۰۱۷)